# Schlacht um Changsha (1939)
1937–1939

Marco-Polo-Brücke – Peking-Tianjin – Chahar – Shanghai (Sihang-Lagerhaus) – Peking-Hankou-Eisenbahn – Tianjin-Pukou-Eisenbahn – Taiyuan (Pingxingguan, Xinkou) – Nanking – Xuzhou (Tai’erzhuang) – Henan – Lanfeng – Amoy – Überflutung des Gelben Flusses – Wuhan (Wanjialing) – Canton – Hainan – Nanchang – (Xiushui) – Chongqing – Suixian-Zaoyang – (Shantou) – Changsha (1939) – Süd-Guangxi – Winteroffensive (Kunlun-Pass) – (Wuyuan)
1940–1942

Zaoyang-Yichang – Hundert Regimenter – Zentral-Hubei – Süd-Henan – West-Hebei – Shanggao – Shanxi – Changsha (1941) – Changsha (1942) – Yunnan-Burma-Straße – Zhejiang-Jiangxi – Sichuan
1943–1945

West-Hubei – Nord-Burma und West-Yunnan – Changde – Ichi-gō – Henan – Changsha (1944) – Guilin–Liuzhou – West-Henan und Nord-Hubei – West-Hunan – Guangxi (1945) – Mandschukuo (1945)
Die Schlacht um Changsha fand während des Zweiten Japanisch-Chinesischen Kriegs vom 17. September bis zum 6. Oktober 1939 statt. Sie war der erste japanische Versuch, die Stadt Changsha in der zentralen südchinesischen Provinz Hunan zu erobern. Nach Beginn der Offensive am 17. September überdehnte die japanische Armee ihre Linien, so dass es den chinesischen Verteidigern gelang, ihre Westflanke anzugreifen. Trotzdem erreichten die Japaner Changsha, konnten aber die Stadt nicht erobern, da die Chinesen ihre Nachschublinien abgeschnitten hatten. Sie zogen nach schweren Verlusten am 6. Oktober wieder ab.
1941, 1942 und 1944 fanden weitere Schlachten um Changsha statt.

## Hintergrund
Seit 1937 hatte Japan große Teile Chinas entlang der Küstenregionen inklusive Shanghai, Peking und Wuhan erobern können. Die KMT-Regierung hatte sich in die in der gebirgigen Binnenprovinz Sichuan gelegenen Kriegshauptstadt Chongqing zurückgezogen. Die japanische China-Expeditionsarmee setzte sich das Angriffsziel Changsha in der Provinz Hunan. Die Provinz war einerseits für die Nationalisten zur Aufrechterhaltung der Nahrungsversorgung wichtig, andererseits stellte sie einen möglichen Weg nach Sichuan dar. Ebenso würde sich von Changsha aus die Verbindung der KMT-Hauptstadt zu den verbliebenen Städten am Jangtze in Richtung Osten abschneiden lassen. Die Stadt Changsha selbst war bereits durch den Rückzug der Truppen aus Richtung Wuhan und dem von Chiang Kai-shek vorschnell erteilten Verbrannte-Erde-Befehl verwüstet worden.

## Kräfteverhältnisse und Planungen
Nach zwei Jahren unentwegter Kämpfe hatte der Krieg in China einen Stillstand erreicht. Anfang September rückte die japanische 11. Armee (Generalleutnant Okamura) unter dem Oberbefehlshaber der China-Expeditionsarmee General Nishio Toshizō und seinem Stabschef Generalleutnant Itagaki Seishirō mit ihren Kräften aus, um Changsha einzunehmen. Die japanische 101. und 106. Division wurden am Westufer des Gan Flusses im nördlichen Jiangxi aufgestellt, während sich die 3., 5., 13. und 33. Division von Süd-Hubei nach Nord-Hunan in Marsch setzten.
Die japanischen Streitkräfte versammelten hierfür 100.000. Die Kaiserliche Armee bezeichnete die Operation als Gan-Xiang-Operation nach den Flüssen, welche das Einsatzgebiet begrenzten.
Die Kräfte der Nationalrevolutionären Armee zur Verteidigung Changshas umfassten die 9. Kriegszone unter dem Befehl von General Chen Cheng. Diese verfügte über rund 365.000 Soldaten. Xue Yue, Frontkommandeur der Kriegszone entwickelte eine dreigliedrige Verteidigung Changshas. Dabei errichtete er drei konventionell befestigte Verteidigungslinien mit statischen Garnisonstruppen. Nach Feindberührung sollten diese den Befehl zum Rückzug erhalten und die japanischen Einheiten an vorbereitete Überfallorte führen, wo sie von eigens dafür gebildeten Sturmtruppen zerschlagen werden sollten. Ebenso richtete er mobile Feldtruppen ein, die sich von den Japanern überrollen ließen, um hinter deren Linien als Guerilla zu operieren. Neben diesen Kräften stellte er weiterhin Reservetruppen für die Verteidigung strategisch wichtiger Punkte und Ersatz für die Sturmtruppen ab. Daneben führten die Streitkräfte systematisch Maßnahmen der Verbrannten Erde durch um den japanischen Truppen Verkehrswege und Nachschubrequisition zu verwehren. Ziel der Planungen war ein langsamer und verlustreicher Vormarsch der japanischen Expeditionsarmee auf Changsha, in deren Verlauf sich die Kampfkraft der japanischen Einheiten durch logistische Probleme langsam abnutzen würden, während sie auf immer mehr chinesischen Widerstand stoßen sollten.

## Schlachtverlauf
Mit einem westwärts gerichteten Angriff von Jiangxi nach Henan begannen die Japaner am 17. September die Offensive. Doch nach einer zu weiten Überdehnung der Front nach Westen gelang den Chinesen ein Gegenangriff aus dem Norden und Süden, der die Japaner zum Rückzug zwang.
Am 19. September entschieden sich die Japaner zum Angriff auf die Chinesen entlang des Xinqiang-Flusses. Sie setzten Chemiewaffen gegen chinesische Stellungen ein. Japan hatte das Genfer Protokoll von 1925, das den Giftgaseinsatz ächtete, nicht ratifiziert. Die Chinesen mussten am 19. September aus dem Gebiet am Xinqiang-Fluss zurückweichen. Zwei japanischen Divisionen gelang danach mit Hilfe von starkem Artilleriefeuer die Überquerung des Flusses. Sie drangen weiter vor bis zum Ufer des Miluo-Flusses.
Bis zum 23. September tobten schwere Kämpfe, bei denen sich die Chinesen immer weiter nach Süden zurückzogen, um die Japaner in den Kessel zu locken, der von herangezogenen zusätzlichen Bataillonen im Westen und Osten vorbereitet wurde. Am 29. September erreichten die Japaner Außenbezirke von Changsha, konnten aber die Stadt nicht erobern, weil chinesische Truppen mittlerweile ihre Nachschubwege abgeschnitten hatten. Am 3. Oktober befahl General Xue Yue einen großen Gegenangriff.
Die Japaner zogen sich unter schweren Verlusten nach Norden zurück. Am 10. Oktober hatten chinesische Truppen alle Gebiete zurückerobert, die sie vor Beginn der Schlacht besetzt hatten.

## Folgen
Die chinesische Führung versuchte nach dem Sieg bei Changsha die Initiative zu behalten. Chiang Kai-shek befahl die Winteroffensive von 1939–1940. Dabei sollten in einer allgemeinen Offensive von Shanxi im Norden bis nach Südchina weite Teile des Landes wiedererobert werden.